# Энцефалит Сент-Луис
Энцефалит Сент-Луис (американский) — острое инфекционное заболевание, характеризующееся общей интоксикацией и поражением центральной нервной системы. Вызвал тяжелую эпидемию в 1932 году в США в городе Сент-Луис, штат Миссури.

## Этиопатогенез и эпидемиология
Возбудитель заболевания является флавивирус группы В, переносчиками которого служат комары рода Culex, а резервуаром — птицы (воробьи, голубые сойки и голуби), в меньшей степени млекопитающие. Вирус размером около 20—30 нм, хорошо переносит замораживание, высушивание. При нагревании до 56 °C быстро разрушается. Комары размножаются в стоячей, загрязненной органическими отходами воде, питаются человеческой кровью, залетая в дома. Активизируются в темное время суток. Распространен как в Северной Америке, так и в Южной. Сезонность заболевания — июль—сентябрь. Регистрируется обычно у лиц старше 35 лет. Входными воротами инфекции является кожа. Вирус после укуса комара распространяется по организму гематогенным путём, поражая внутренние органы, в особенности центральную нервную систему.

## Клиническая картина
Инкубационный период продолжается от 4 до 21 дня, обычно 10-15 дней. Заболевание начинается внезапно: появляется слабость, головная и мышечная боли. Резко повышается температура тела (40-41°С) и может не падать 7 дней. Наблюдается головокружение, тошнота, рвота. На третий день развиваются менингеальные и общемозговые симптомы: ригидность затылочных мышц, симптомы Кернига и Брудзинского. Возможны сонливость, светобоязнь, бред. Редко, но все же возможна, кома. В остром периоде болезни наблюдаются двигательные расстройства, парезы, гиперкинезы. Встречаются также эпилептиформные припадки. Исчезают брюшные рефлексы. Постоянны симптомы Бабинского, Гордона и Оппенгейма. Примерно у 75 % больных клинически явный энцефалит, у остальных — менингит. Известны молниеносные, легкие и стертые формы данного энцефалита.

## Лечение и прогноз
Больные американским энцефалитом принимают патогенетические и симптоматические средства. Примерно в 15—30 % случаев заболевание заканчивается летальным исходом. Острый период энцефалита длится 5-7 дней, при легкой форме длится в течение нескольких недель, при тяжелой форме — нескольких месяцев. У 5 % больных возможны астения, тремор, нарушение когнитивных функций. У 10-40 % детей в возрасте до 6 месяцев заболевание способствуют задержке умственного развития.